# Je ne voulais pas être un nazi
Je ne voulais pas être un nazi (Kirmes) est un film allemand réalisé par Wolfgang Staudte, sorti en 1960. Le film a été présenté au Xe Festival de Berlin où Juliette Mayniel remporte l'ours d'argent de la meilleure actrice.

## Synopsis
En 1959 dans un village de l’Eifel, chaque année, une fête foraine a lieu. Un carrousel est installé sur le champ de foire mais on découvre un squelette de soldat de la Wehrmacht avec une mitraillette. Il s'agit de Robert Mertens, qui avait déserté en 1944 en demandant l’aide de ses parents, de ses amis et des villageois de son village natal. Au début, il s’est caché dans la maison de ses parents mais lorsqu’il est découvert, la peur a envahi le village. Personne, pas même les parents ou le curé, n’ose aider le jeune homme désespéré. En fin de compte, il se suicide et son corps est enterré par la famille dans un cratère de bombe.
Lorsque le squelette réapparaît en 1959, l’ancien chef de groupe local du NSDAP est maire du village et ne veut pas qu’on lui rappelle le passé. Mais le reste du village préfère aussi voir l’herbe pousser au fil de l’histoire. Sur le monument en l’honneur des morts de la guerre, le nom « Robert Mertens » est répertorié comme manquant. Et cette place d’honneur ne doit pas être entachée par sa désertion à l’époque.

## Fiche technique
- Réalisation : Wolfgang Staudte
- Scénario : Wolfgang Staudte
Claus Hubalek
- Photographie :Georg Krause
- Montage : Lilian Seng
- Musique :Werner Pohl
- Production :
- Producteurs : Harald Braun
Helmut Käutner
Wolfgang Staudte
- Pays d'origine :  Allemagne de l'Est
- Genre : Comédie dramatique
- Durée :102 minutes
- Dates de sortie :18 août 1960

## Distribution
- Juliette Mayniel – Annette
- Götz George – Robert Mertens
- Hans Mahnke (de) – Paul Mertens
- Wolfgang Reichmann – Georg Höchert
- Manja Behrens – Martha Mertens
- Fritz Schmiedel – Priest
- Erica Schramm (de) – Eva Schumann
- Elisabeth Goebel (de) – Wirtin Balthausen
- Benno Hoffmann – Wirt Balthausen
- Irmgard Kleber – Else Mertens
- Hansi Jochmann (en) – Erika
- Solveig Loevel – Gertrud
- Rudolf Birkemeyer – Hauptmann Menzel
- Raidar Müller-Elmau (de) – Leutnant Wandray (Raidar Müller)
- Horst Niendorf (de) – Soldat